# Diplazium kidoi
Diplazium kidoi là một loài dương xỉ trong họ Athyriaceae. Loài này được Sa. Kurata mô tả khoa học đầu tiên..
Danh pháp khoa học của loài này chưa được làm sáng tỏ. 